# Лобная пазуха

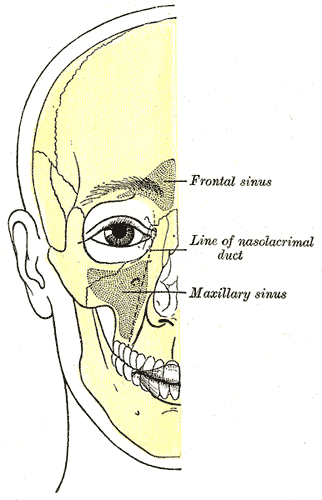
Проекция околоносовых пазух на поверхность костей лицевого скелета

Лобные пазухи (лат. sinus frontales, единственное число — sinus frontalis) — придаточные пазухи носа, расположенные в лобной кости сзади от её надбровных дуг. Нижние стенки лобных пазух являются верхними стенками глазниц, задние стенки отделяют пазухи от лобных долей головного мозга. Изнутри пазухи выстланы слизистой оболочкой. При рождении лобные пазухи отсутствуют, развиваются к 7-8 годам и достигают своих максимальных размеров после полового созревания. Чаще они несимметричны, костная перегородка между ними отклонена в ту или иную сторону от срединной линии. Встречаются дополнительные перегородки. Приблизительно у 5 % людей лобные пазухи отсутствуют.
Средние размеры лобных пазух составляют: высота — 28 мм, ширина — 24 мм, глубина — 20 мм, объём 6-7 мл.
Каждая лобная пазуха открывается в переднюю часть соответствующего среднего носового хода через лобно-носовой канал (соустье), пересекающий решётчатый лабиринт в его передних отделах. Слизистая лобной пазухи иннервируется надглазничным нервом, несущим постганглионарные парасимпатические волокна лицевого нерва, отвечающие за секрецию слизи.
Функция лобных пазух окончательно неизвестна, однако есть предположения, что они придают форму глазницам, тем самым помогая обеспечивать бинокулярное зрение